# 朱庄水库
朱庄水库位于中国河北省沙河市孔庄乡，地处太行山东麓浅丘区，是以防洪、灌溉为主，兼有发电、供水、养殖等功能的大（二）型水库。又称龙泉湖、映雪湖。
朱庄水库于1968年开始勘探，由河北省水利水电勘测设计院设计，1971年10月正式动工兴建，1978年完成主体工程，1980年完成电站、观测设备、帷幕灌浆等工程，1985年竣工验收。
水库大坝高95米，其中河床以上高65米，是中国华北第一高坝。水库防洪标准超过2000年一遇洪水。
水库引出南北两条干渠，设计灌溉沙河和邢台县38万亩耕地，实际灌溉面积约14万亩。
朱庄水电站为坝后引水式水电站，一期工程装机1×3200 kW＋2×500kW共3台水轮发电机组，2003年增装1台630kW水轮发电机组。
朱庄水库是邢台市区饮用水的备用水源地，由北干渠向邢台市区输水的引朱济邢输水工程已经完工，每年可向邢台市区供水0.53亿立方米。
由于上游人口的增加及工农业发展，使得水体富营养化。